# Joachim Strömer
Joachim Strömer (* 25. Juni 1904 in Wilmersdorf bei Berlin; † 22. Dezember 1971 in Hameln) war ein deutscher Politiker (FDP) und Mitglied des Niedersächsischen Landtages.

## Leben
Strömer besuchte das Gymnasium in Berlin und Stettin. Im Anschluss absolvierte er eine zweijährige Lehre in der Landwirtschaft. Später schloss er eine kaufmännische Lehre von 1924 bis 1927 in Darmstadt und Bremen sowie eine halbjährige Ausbildungszeit in einer Bremer Überseespeditionsfirma an. Ab 1928 nahm er eine Anstellung bei einer Frankfurter Messinstrumentenfabrik an und war seit 1935 Leiter des Braunschweiger Zweigwerkes. 

## Politik
Strömer wurde Mitglied der FDP im Herbst 1948. Seit August 1953 war er stellvertretender Vorsitzender, von Januar 1954 bis September 1955 Vorsitzender des Landesverbandes in Niedersachsen. Dem FDP-Bundesvorstand gehörte er von 1954 bis 1956 an.
Er war Mitglied des Niedersächsischen Landtages in der 2. und 3. Wahlperiode vom 17. April 1953 bis 5. Mai 1959.